# May Britt Våland
May Britt Våland, verh. May Britt Hartwell, (* 8. Mai 1968 in Sola) ist eine ehemalige norwegische Radrennfahrerin und heutige Radsporttrainerin.
May Britt Våland war eine der dominierenden Radrennfahrerinnen Norwegens von Mitte der 1980er bis Mitte der 1990er Jahre, auf der Straße wie auf der Bahn. Im Bahnradsport errang sie elf nationale Titel in der Einerverfolgung wie im 500-Meter-Zeitfahren. Fünfmal wurde sie norwegische Meisterin im Einzelzeitfahren auf der Straße. 1995 wurde sie skandinavische Meisterin im Mannschaftszeitfahren. Im selben Jahr errang sie Bronze in der Einerverfolgung bei den Bahn-Weltmeisterschaften in Bogotá. 1996 startete sie bei den Olympischen Spielen in Atlanta und belegte in der Verfolgung Rang neun.
Ab 1995 war May Britt Våland verheiratet mit dem US-amerikanischen Bahnradsportler Erin Hartwell. Gemeinsam leiteten sie eine Radsport-Trainingsschule in Trexlertown, Pennsylvania, wo sich eine Radrennbahn befindet. Anschließend zog sie nach Norwegen zurück, um dort als Trainerin zu arbeiten.